# Мисовцево
Ми́совцево (рос. Мысовцево, башк. Мысовцев) — присілок у складі Уфимського району Башкортостану, Росія. Входить до складу Жуковської сільської ради.
Населення — 259 осіб (2010; 223 в 2002).
Національний склад:
- росіяни — 87 %